# Juliusz Eska
Juliusz Eska (ur. 20 maja 1927, zm. 4 lutego 1997 w Warszawie) – polski publicysta katolicki, wieloletni zastępca redaktora naczelnego miesięcznika „Więź”.

## Życiorys
Walczył w powstaniu warszawskim na Woli w szeregach zgrupowania „Paweł”, batalionu „Antoni”. Opuścił Warszawę z ludnością cywilną. W 1946 rozpoczął studia na Wydziale Prawa Uniwersytetu Warszawskiego. Był członkiem Sodalicji Mariańskiej. Od 1952 do 1955 roku pracował w redakcji filozoficznej Instytutu Wydawniczego PAX, ale nie był członkiem Stowarzyszenia „Pax”. W lipcu 1946 został zwerbowany przez Departament V MBP i zarejestrowany jako TW „Antek”, miał rozpracowywać środowiska związane z Sodalicją Mariańską, Kolumną Młodych (młodzieżowy dodatek do Tygodnika Warszawskiego) oraz tygodnika Dziś i Jutro wydawanego przez stowarzyszenie PAX. W 1955 zakończył współpracę z UB.
We wrześniu 1956 należał do założycieli Klubu Inteligencji Katolickiej „Dialog” w Warszawie, a w październiku 1956 sygnował deklarację założycielską Ogólnopolskiego Klubu Postępowej Inteligencji Katolickiej. W 1958 został członkiem redakcji miesięcznika „Więź” i pracował w niej jako zastępca redaktora naczelnego - nieprzerwanie, aż do przejścia na emeryturę w 1992. Zajmował się przede wszystkim problematyką religijną. W 1963 opublikował książkę Kościół otwarty, wprowadzając tytułowe pojęcie do dyskusji o polskim Kościele. W jego ujęciu postawa otwarta była przeciwieństwem zarówno integryzmu, jak i nurtu progresywnego w Kościele. Był członkiem Klubu Inteligencji Katolickiej w Warszawie, jego aktywnym prelegentem, wieloletnim członkiem zarządu. Równocześnie w 1969 ponownie podjął współpracę ze Służbą Bezpieczeństwa, pisał raporty poświęcone spotkaniom KIK, sygnowane kryptonimem TW „Teolog”.
Jego żoną była tłumaczka Donata Eska, z d. Abakanowicz (1927-2016), córka Piotra Abakanowicza.
Pochowany na cmentarzu Powązki Wojskowe w Warszawie (kwatera C18-1-15).

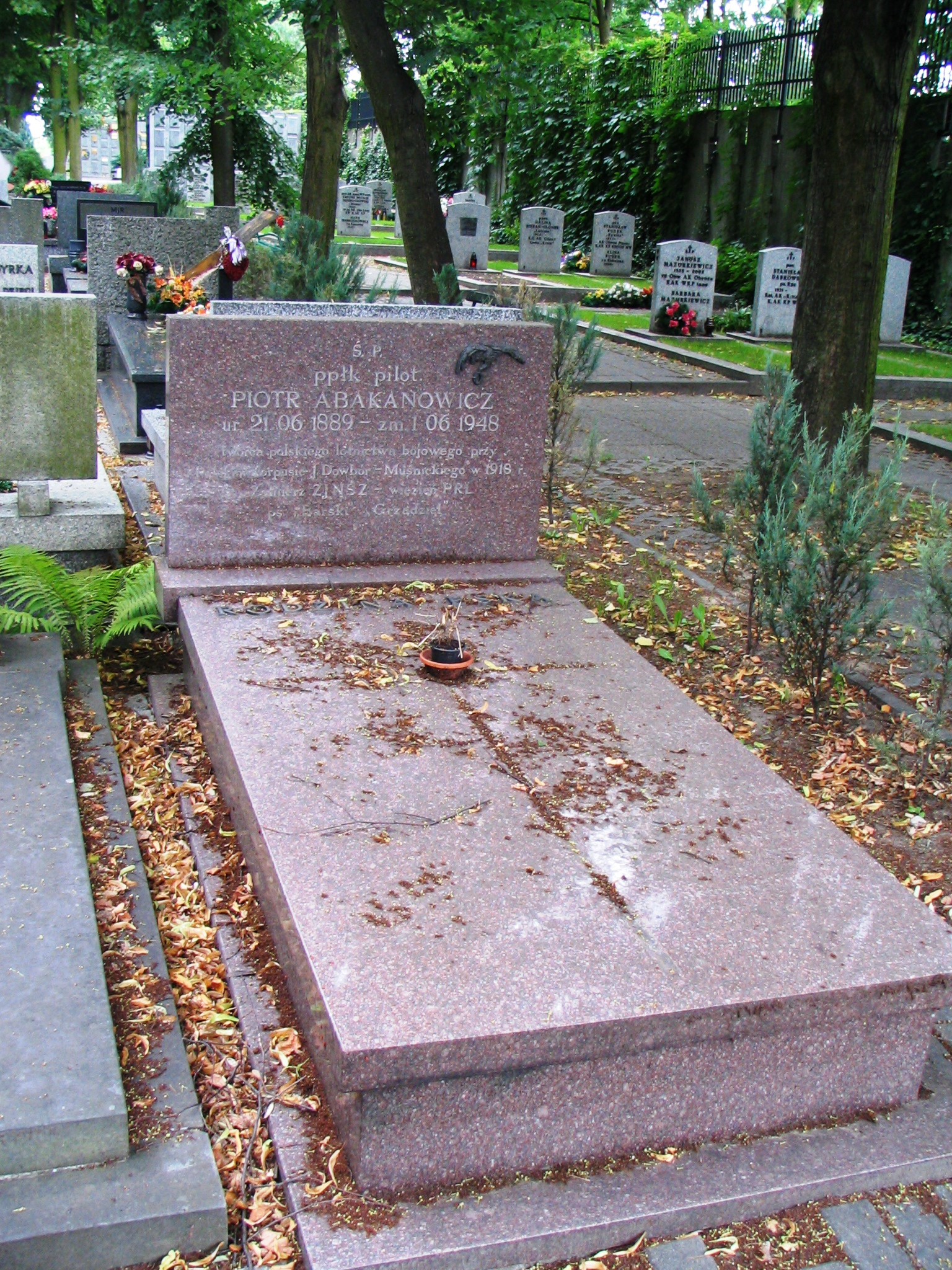
Grób ppłk. Piotra Abakanowicza i Juliusza Eski na Cmentarzu Wojskowym na Powązkach w Warszawie, 23 lipca 2008